# 18. Feldartillerie-Brigade (Deutsches Kaiserreich)
Die 18. Feldartillerie-Brigade war ein Großverband der Preußischen Armee.

## Geschichte
Die 18. Feldartillerie-Brigade wurde am 23. Dezember 1867  als  9. Artillerie-Brigade aufgestellt und am 18. Juli 1872 das Fußartillerie-Regiment (früher Festungs-Artillerie-Regiment) direkt dem Armee-Korps unterstellt. Dafür wurde das Feldartillerie-Regiment in seinem Bestand erweitert und geteilt. Bezeichnung und Nummer blieben bei den beiden Feldartillerie-Regimentern gleich. Das eine Regiment erhielt den Zusatz „Divisions-Artillerie“ und das andere „Korps-Artillerie“. Dies verdeutlichte ihre Einsatzbestimmung im Kriegsfall. Zum 1. November 1872 wurde die Brigade in 9. Feldartillerie-Brigade umbenannt und 1874 die vorläufige Organisation („Divisions-Artillerie“ und „Korps-Artillerie“) aufgehoben und jedes Artillerie-Regiment erhielt eine eigene Kennzeichnung.
Mit der Auflösung der Feldartillerie-Inspektionen (AKO-Erlass vom 14. März 1889) wurden die Feldartillerie-Brigaden direkt dem Armee-Korps unterstellt und so wurde sie zum 1. Oktober 1899 in 18. Feldartillerie-Brigade umbenannt.
Am 16. Februar 1917 wurde sie zum Artillerie-Kommandeur 18 umfunktioniert, dem damit die taktische Führung der gesamten Feld- und schweren Artillerie oblag.
Sie war Teil der 18. Division, die dem IX. Armee-Korps in Altona zugeordnet war. 

### Gliederung
- 1867 bis 1872

Schleswigse Feldartillerie-Regiment Nr. 9 und Schleswigse Festungsartillerie-Abteilung Nr. 9
- 1872 bis 1874

Schleswig-Holsteinisches Feldartillerie-Regiment Nr. 9 Korps-Artillerie und Schleswig-Holsteinisches Feldartillerie-Regiment Nr. 9 Divisions-Artillerie
- 1874 bis 1890

Schleswigse Feldartillerie-Regiment Nr. 9 und Holsteinisches Feldartillerie-Regiment Nr. 24
- 1891 bis 1899

Schleswigse Feldartillerie-Regiment Nr. 9, Holsteinisches Feldartillerie-Regiment Nr. 24, Schleswig-Holsteinisches Train-Bataillon Nr. 9
- 1899 bis 1914

Feldartillerie-Regiment General-Feldmarschall Graf Waldersee (Schleswigsches) Nr. 9 und Lauenburgisches Feldartillerie-Regiment Nr. 45
- Kriegsgliederung bei Mobilmachung

Wie vor 
- Kriegsgliederung am 8. Februar 1918

Artillerie-Kommandeur 18:
Lauenburgisches Feldartillerie-Regiment Nr. 45 und II.Fußartillerie-Regiment Nr. 28

### Deutsch-Französischer Krieg 1870/1871
Im Deutsch-Französischen Krieg führte General Heinrich von Puttkamer die Brigade in den Schlachten bei Vionville, Gravelotte, Noisseville, Orléans, Le Mans sowie in einer Reihe von Gefechten.

### Erster Weltkrieg
Mit Kriegsbeginn wurde die Brigade im Verband der 18. Division  ausschließlich an der Westfront eingesetzt. 
Zu den Kampfhandlungen, Gefechten und Schlachten siehe Kampfgeschehen der 18. Division.

### Brigadekommandeure
| Name                                              | Datum                                               |
| ------------------------------------------------- | --------------------------------------------------- |
| 9. Feldartillerie-Brigade                         |                                                     |
| Heinrich von Puttkamer                            | 14. Januar 1868 bis 4. März 1872                    |
| Moritz von der Goltz                              | 5. März 1872 bis 21. September 1877                 |
| Paul von Zglinitzki                               | 22. September 1877 bis 26. September 1883           |
| Alexander von Ostermeyer                          | 27. September 1883 bis 10. Februar 1886             |
| Karl Gustav Blecken von Schmeling                 | 11. Februar 1886 bis 14. Februar 1890               |
| Adolf Knobbe                                      | 15. Februar 1890 bis 27. Juli 1892                  |
| Hermann von Lüdemann                              | 28. Juli 1892 bis 24. August 1897                   |
| Fedor von Haenel                                  | 25. August 1897 bis 1. Oktober 1899                 |
| 18. Feldartillerie-Brigade                        |                                                     |
| Fedor von Haenel                                  | 1. Oktober 1899 bis 15. Juni 1901                   |
| Leopold Schönherr                                 | 16. Juni 1901 bis 17. Mai 1907                      |
| Wilhelm Klingender                                | 18. Mai 1907 bis 25. April 1909                     |
| Walter von Ingersleben                            | 26. April 1909 bis 21. März 1914                    |
| Paul Bloch von Blottnitz                          | 22. März 1914 bis 19. Juni 1915                     |
| Karl August Pouquet                               | 20. Juni 1915 bis Juli 1915                         |
| Reinhard Karl Georg Eugen Freiherr von Massenbach | Juli 1915 bis 21. März 1918                         |
| Max von Zastrow                                   | 22. März 1918 bis 1. April 1918                     |
| Paul von Mellenthin                               | 2. April 1918 bis 28. Juni 1918                     |
| Friedrich Freiherr von Türckheim zu Altdorf       | 29. Juni 1918 bis 20. Juli 1918                     |
| Karl Wilhelm Nothnagel                            | 21. Juli 1918 bis Kriegsende                        |
| Franz Sydow                                       | 18. Januar 1919 bis 30. Juni 1919 (Demobilisierung) |